# Монтеротондо (Бреша)
Монтеротондо је насеље у Италији у округу Бреша, региону Ломбардија.
Према процени из 2011. у насељу је живело 977 становника. Насеље се налази на надморској висини од 259 м.